# Dálnice D61 (Slovensko)

Dálnice D61 byla dálnice na Slovensku, která spojovala města Bratislava, Trnava, Piešťany a končila u Trenčína, (jako dnešní D1), kde se napojovala na federální D1. Ta vedla z Prahy přes Brno směrem na Slovensko. Rozdělením federace zůstalo číslování i staničení nezměněno. Plánovalo se propojení české a slovenské části D1 na hraničním přechodu Drietoma-Starý Hrozenkov.
D61 zanikla v roce 1999 v rámci nové koncepce výstavby dálnic přijetím nového číslování dálničních tahů. Byla přičleněna k dálnici D1. Součástí D61 byl od roku 1987 i úsek Bratislava – Pečňa – hranice s Rakouskem, který byl rozdělen mezi D2 a D4. Navíc byly zamítnuty plány dostavby napojení na českou D1 u Drietomy. Plány byly revidovány i na české straně. Tamní dálnice D1 již nevede z Brna na Trenčín, ale na Ostravu.